# Varbergs Kallbadhus
Das Varbergs Kallbadhus (Varbergs Seebad, wörtlich: Kaltbadehaus) ist ein öffentliches Bade- und Saunahaus an der Strandpromenade in Varberg.

## Geschichte

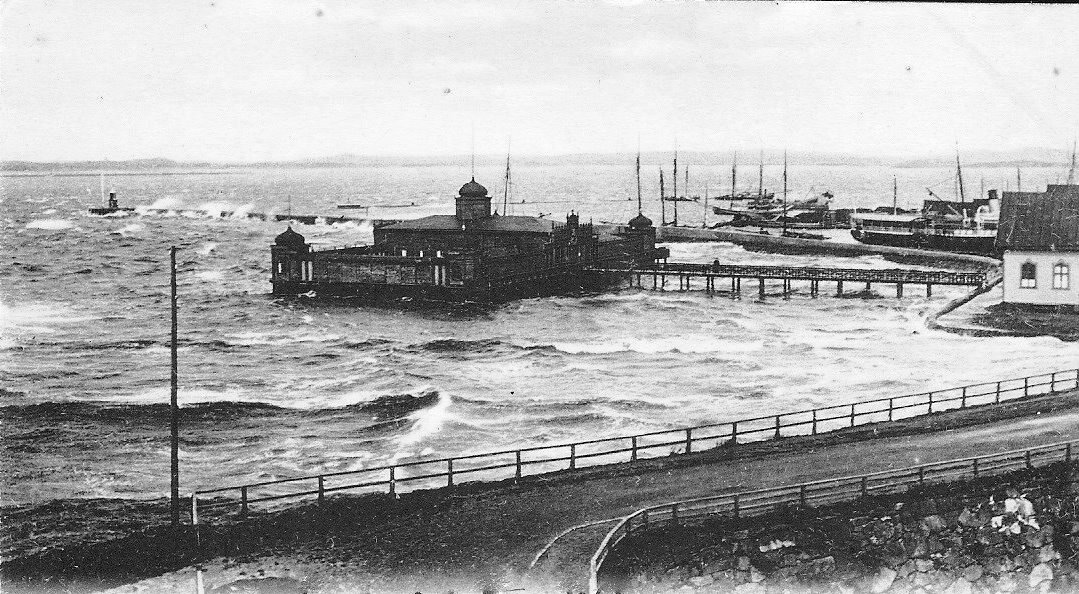
Das Kallbadhus im Sturm um 1900

Das Kaltbadehaus wurde 1903 im orientalischen Stil erbaut und steht auf Stelzen im Meer (Kattegatt). Das jetzige Kaltbadehaus ist das dritte, das gebaut wurde, da zwei vorherige, das älteste aus dem Jahr 1866, durch schwere Stürme an der Westküste zerstört wurden. Das heutige Badehaus steht seit 1903. Nachdem von 1994 bis 1996 die Außenfassade wieder in den Originalzustand zurückversetzt wurde, wurde das Kaltbadehaus 1996 wiedereröffnet. Das Varbergs Kallbadhus ist als Byggnadsminne beim schwedischen Riksantikvarieämbetets Bebyggelseregister als Baudenkmal verzeichnet.

## Beschreibung
Im Kaltbadehaus kann in getrennten Männer- und Frauenbereichen sauniert werden. Es stehen Duschen und Umkleideräume zur Verfügung. In jedem Bereich ist eine Treppe zum Abkühlen und Baden im Meer vorhanden.  
Da ausgehend von der nordwestlichen Ecke der Festung Varberg und vom gegenüberliegenden Ufer in Getterön Wellenbrecher gebaut wurden, liegt das Kaltbadehaus innerhalb des Hafengeländes. Angrenzend an das Kaltbadehaus und die Strandpromenade befindet sich der kleine Sandstrand, der den Namen „Barnens Badstrand“ (Kinderbadestrand) trägt. Hier beginnt auch die Strandpromenade von Varberg, die um die Festung Varberg herum und dabei an der Festungsterrasse vorbeiführt und dann entlang der Badestrände Richtung des Ortes Apelviken weiterverläuft.